# Геретс, Эрик
Э́рик Ге́ретс (нидерл. Eric Gerets; родился 18 мая 1954 года, Рекем) — бельгийский футболист и футбольный тренер.

## Карьера игрока
Выступал за «Рекем», «Стандард», «Милан», МВВ, ПСВ. Занимает второе место (после Яна Кулеманса) по числу игр за сборную Бельгии.

## Карьера тренера
Работал с клубами «Льеж», «Льерс», «Брюгге», ПСВ, «Кайзерслаутерн», «Вольфсбург», «Галатасарай», «Олимпик Марсель». 26 мая 2009 года подписал двухлетний контракт с саудовским клубом «Аль-Хиляль» на сумму 1,8 миллиона евро в год.

## Достижения
Как игрока
Командные
 Стандард
- Чемпион Бельгии (2): 1981/82, 1982/83
- Обладатель Кубка Бельгии: 1980/81
- Обладатель Суперкубка Бельгии: 1981

 ПСВ
- Чемпион Нидерландов (6): 1985/86, 1986/87, 1987/88, 1988/89, 1990/91, 1991/92
- Обладатель Кубка Нидерландов (3): 1987/88, 1988/89, 1989/90
- Обладатель Кубка европейских чемпионов: 1987/88

 Сборная Бельгии
- Серебряный призёр Чемпионата Европы: 1980

Личные
- Футболист года в Бельгии 1982

Как тренера
Командные
 Льерс
- Чемпион Бельгии: 1996/97

 Брюгге
- Чемпион Бельгии: 1997/98
- Обладатель Суперкубка Бельгии: 1998

 ПСВ
- Чемпион Нидерландов (2): 1999/00, 2000/01
- Обладатель Суперкубка Нидерландов (2): 2000, 2001

 Галатасарай
- Чемпион Турции: 2005/06

#### Аль-Хилаль
- Чемпион Саудовской Аравии: 2009/10
- Обладатель Кубка наследного принца Саудовской Аравии: 2010

#### Сборная Марокко
- Победитель Кубка Арабских Наций: 2012

#### Лехвия
- Чемпион Катара: 2013/14
- Обладатель Кубка Наследного принца Катара: 2013

Личные
- Тренер года в Бельгии (2): 1996/1997, 1997/1998
- Тренер года Лиги 1: 2009